# 羽裂唇柱苣苔
羽裂唇柱苣苔（学名：Chirita pinnatifida），为苦苣苔科唇柱苣苔属下的一个植物种。